# Bien György Zoltán

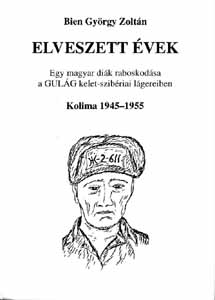
Elveszett évek könyvborító

Bien György Zoltán (Budapest, 1928. – Fairfax, 2005. június 16.) magyar vegyész, tíz évig politikai fogoly Szibériában, a Gulag táborban, a kolimai körzetben.

## Élete
1928-ban Budapesten született zsidó származású családba. Apja, Dr. Bien Zoltán orvos, neves budapesti szívspecialista, a Társadalombiztosító Intézet főorvosa. Szülei még születése előtt, 1919-ben keresztény hitre tértek át. Fiatalkorában római katolikus nevelésben részesítették. Zsidó származását is csak később tudta meg, amikor már az Amerikai Egyesült Államokban élt, és felesége átfogó családfa-kutatást végzett. A család szerencsésen átvészelte Budapest ostromát, de 1945 januárjában, amikor a szovjet hadsereg már elfoglalta Budapest pesti részét, a lakásukban NKVD-s tisztek jelentek meg, és letartóztatták apjával együtt a 16 és fél éves gimnazista diák Györgyöt is.
Egy „rövid kihallgatásra” vitték őket, melynek az lett a vége, hogy Dr. Bien Zoltán egy odesszai börtönbe került, és ott halt meg 1945 októberében. A fiút pedig Szibéria távol-keleti Gulag lágereibe, a hírhedt kolimai körzetbe vitték. Tíz év alatt összesen 27 lágerben fordult meg. Kihallgatóik egyébként a lakásukban talált telepes rádió miatt kémnek gondolták őket. Kínzásokkal ki is csikarták belőlük a kémtevékenységben történő részvételüket. Az így megszerzett "beismerő" vallomás alapján az apát 15 évi, fiát 8 évi kényszermunkára ítélték. Végül mégis tízévi fogva tartás után, 1955-ben térhetett csak haza.
Édesanyja és húga nyolc és fél évig nem kaptak hírt róla, hiszen a lágerből levelet nem továbbítottak. Az 1956-os forradalomban részt vett, de nem fegyverrel, hanem tökéletes orosz nyelvtudását hasznosítva igyekezett a harcok szünetében a szovjet katonáknak elmagyarázni a magyar forradalom igazi okát. A forradalom bukása után Ausztriába menekült, ahonnan az egyik csoporttal az Egyesült Államokba utazhatott.
Új hazájában vegyészként helyezkedett el, és a nyomdaipar színes festékeinek gyártásában dolgozott. Néhány év kint tartózkodás után kivitte Amerikába édesanyját, akiről - annak hirtelen haláláig - szeretettel gondoskodott, Budapesten élő testvéréről úgyszintén. 1970-ben megnősült. Egy egyesült államokbeli nőt vett feleségül: Eleanor Belle Feldherrt. Vele többször is hazalátogatott Budapestre az 1970-es, 80-as években; többször beutazta egész Európát, és részben a világot is. Eleanor két gyermeke, Robert és Diana apaként tekintettek rá.
1999-ben egyhetes magyarországi tartózkodása során újra (egyben utoljára) találkozott volt rabtársaival, Rózsás Jánossal (Nagykanizsa) és Kovács Sándorral (Zalaegerszeg), valamint más gulag-túlélőkkel, mint Szekeres Gyula (Hódmezővásárhely-Decs), Hegedűs János (Baja), Benák László (Szeged). Találkozásuk alkalmával Benák László beszámolt neki arról, hogy látta Bien György édesapját végsőkig legyengült állapotban az ogyesszai elosztó lágerben.
2003-ban egy ritka rákfajtát diagnosztizáltak nála. A szükséges kezeléseken túl egyik fülcimpáját eltávolították, majd tünetmentesnek lett nyilvánítva. Két év múlva a baj visszatért, hasnyálmirigyrák formájában. Ekkor már elkészült a számadásra, és kijelentette, hogy nem kér kezelést. Négy hét otthoni, majd két hét színvonalas kórházi ápolás után az éppen soros családtagja jelenlétében csendesen elhunyt.

## Írásai
- Elveszett évek Egy magyar diák raboskodása a Gulág kelet-szibériai lágereiben (Kolima 1945-1955)  Püski Kiadó, 2000*Lost Years, publisher: George Z. Bien, ©2003